# Canal du Nivernais
Der Canal du Nivernais [kanal dy nivɛʁnɛ] (deutsch: „Nivernais-Kanal“) ist ein französischer Schifffahrtskanal, der in der Region Bourgogne-Franche-Comté verläuft und eine Verbindung zwischen dem Flusssystem der Loire und dem der Seine herstellt. Der Kanal ist nach der historischen Provinz Nivernais benannt.

## Verlauf
Der Kanal beginnt bei Saint-Léger-des-Vignes, nahe der Stadt Decize, wo er Anschluss an die Loire und nach deren Überquerung an den Canal latéral à la Loire (Loire-Seitenkanal) hat. Er verläuft generell in nördlicher Richtung an den Ausläufern des Morvangebirges und mündet nach einer Länge von 174 Kilometern im Stadtgebiet von Auxerre in die Yonne. Über den schiffbaren Unterlauf der Yonne erreicht er einige Kilometer weiter, in Migennes, den Canal de Bourgogne (Burgundkanal) und in weiterer Folge auch die Seine.

### Koordinaten
- Ausgangspunkt des Kanals: 46° 50′ 17″ N, 3° 27′ 6″ OKoordinaten: 46° 50′ 17″ N, 3° 27′ 6″ O
- Endpunkt des Kanals: 47° 47′ 39″ N, 3° 34′ 56″ O

### Durchquerte Départements
- Nièvre
- Yonne

### Orte am Kanal
- Decize
- Champvert
- Cercy-la-Tour
- Châtillon-en-Bazois
- Sardy-lès-Épiry
- Chaumot (Nièvre)
- Chitry-les-Mines
- Marigny-sur-Yonne
- Dirol
- Monceaux-le-Comte
- Saint-Didier
- Tannay
- Brèves
- Villiers-sur-Yonne
- Chevroches
- Clamecy
- Surgy
- Pousseaux
- Coulanges-sur-Yonne
- Lucy-sur-Yonne
- Châtel-Censoir
- Merry-sur-Yonne
- Mailly-le-Château
- Mailly-la-Ville
- Sery
- Prégilbert
- Sainte-Pallaye
- Accolay, Vermenton (am Stichkanal Canal d’Accolay)
- Cravant
- Vincelles
- Vincelottes
- Champs-sur-Yonne
- Auxerre

## Technische Infrastruktur

### Schleusen und Tunnel

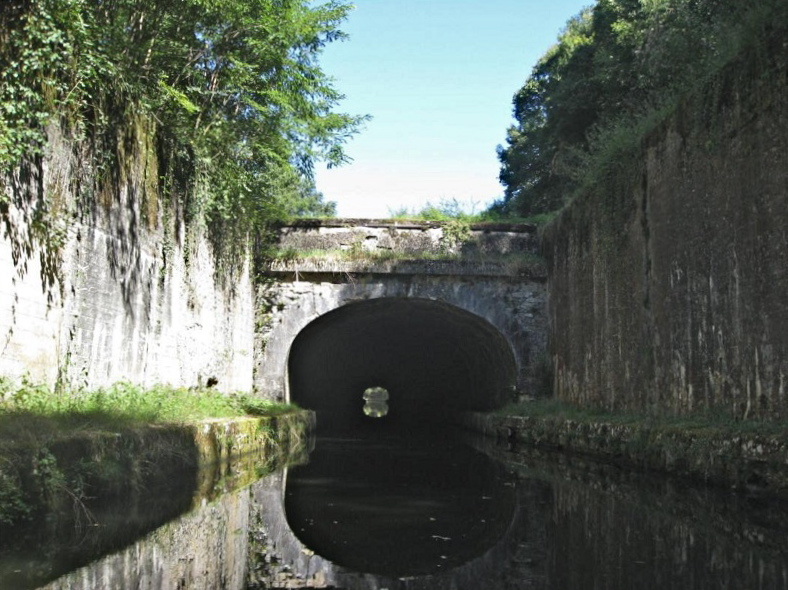
Kanaltunnel bei La Collancelle

Es handelt sich um einen Kanal des Typus Wasserscheidenkanal, der auf der Seite des Loiretals mit 35 Schleusen einen Höhenunterschied von 74 Metern überwindet und dabei dem Lauf des Flusses Aron folgt. Nach Überschreitung der Scheitelhaltung bei Baye (Gemeindegebiet Bazolles), in einer Höhe von 260 Metern, folgt der Abstieg zum Fluss Yonne mit Hilfe von 81 Schleusen über eine Höhendifferenz von 165 Metern. Besonders markant ist hier die Schleusentreppe von Sardy, bei der innerhalb von 3,5 Kilometern 16 Schleusen unmittelbar aufeinanderfolgen.
Die Scheitelhaltung ist 4,5 km lang und führt durch drei Tunnel (La Collancelle, 758 m, Mouas, 268 m und Les Breuilles, 212 m). Sie ist nur jeweils in einer Richtung befahrbar, der Verkehr wird durch Ampeln geregelt.
Zwischen Clamecy und Auxerre verläuft der Kanal teilweise im Flussbett der aufgestauten Yonne. Die Schleusen liegen in Seitenkanälen. An den Abzweigen der Seitenkanäle liegen Sicherheitstore oder Schutzschleusen, die bei normalen Wasserständen offen stehen. Bei Hochwasser werden die Anlagen geschlossen und verhindern dann, dass der Wasserstand in den Kanalabschnitten zu hoch steigt. Auch im Tal der Aron verläuft der Kanal abschnittsweise im Fluss, beispielsweise bei Cercy-la-Tour und unterhalb von Châtillon-en-Bazois.
Zwischen Bazarnes und Cravant zweigt der etwa vier Kilometer lange Canal d’Accolay ab. Der Stichkanal mit zwei Schleusen führt im Tal der Cure nach Vermenton.

### Wasserversorgung
Zur Wasserversorgung des Kanals wurden mehrere Stauseen angelegt. Der Étang de Baye ⊙ liegt am westlichen Ende der Scheitelhaltung im Tal des Alnain. Der See kann zur Speisung der Schleusentreppe auf der Aron-Seite benutzt werden, sein Stauziel liegt etwas niedriger als der Wasserspiegel der Scheitelhaltung. Talaufwärts schließt sich mit dem Grand Étang de Vaux ⊙ der größte Stausee an, von dem ein zum Teil als Hafen genutzter Speisekanal zur Scheitelhaltung führt. Zwei kleinere Stauseen, der Étang Neuf ⊙ und der Ètang Gouffier ⊙ speisen ebenfalls die Scheitelhaltung. Das gesamte Nutzvolumen der vier Stauseen wurde in den 1870er Jahren mit 7,5 Millionen m³, 1998 mit über 6 Millionen m³ angegeben.

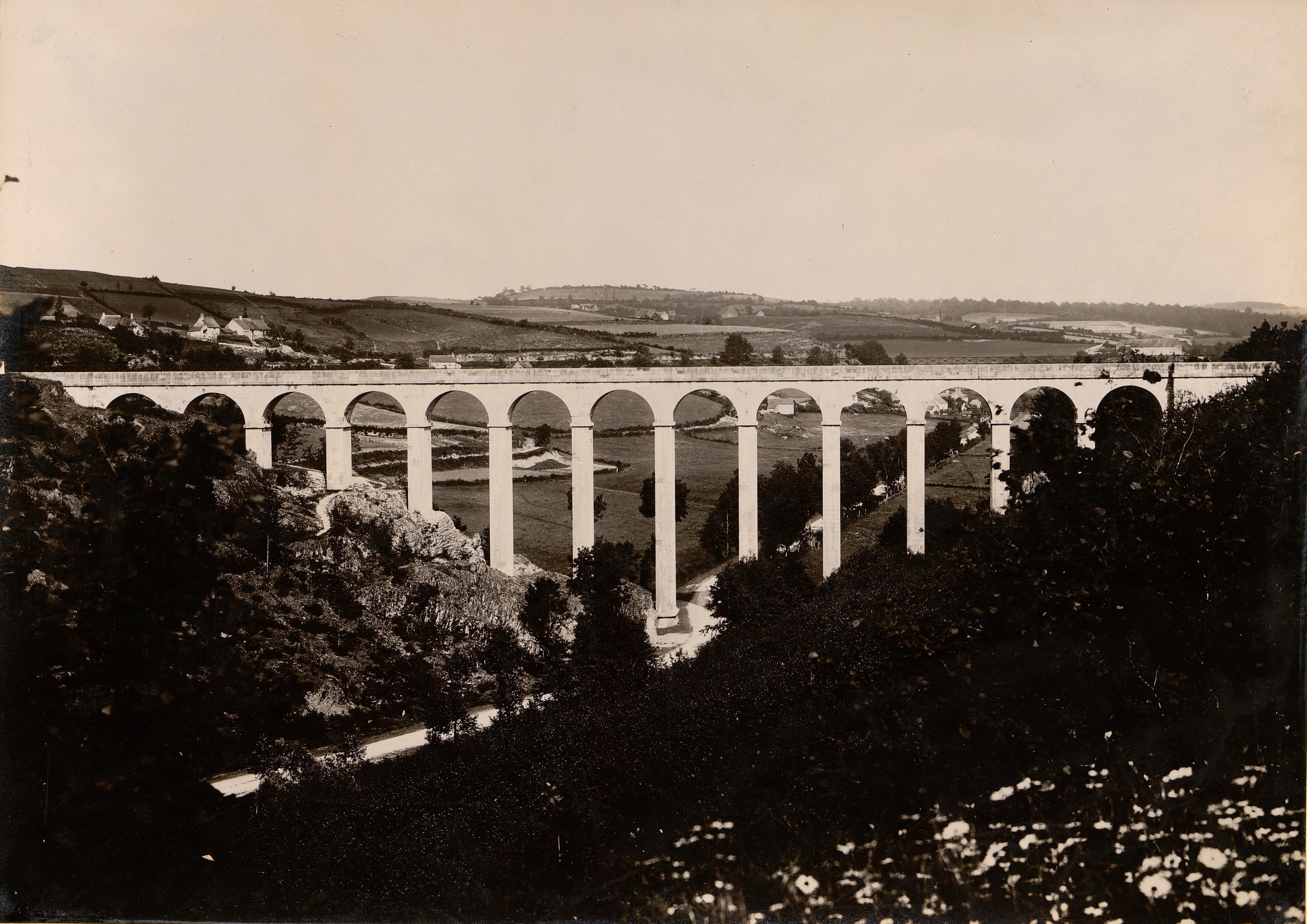
Rigole d'Yonne, Aquädukt bei Montreuillon

Die Stauseen können nur in niederschlagsreichen Jahren die Wasserversorgung des Kanals sicherstellen. Deshalb wurde zusammen mit dem Kanal der Rigole d'Yonne gebaut, ein Speisegraben, der bei Mhère von der Yonne abzweigt und zum östlichen Ende der Scheitelhaltung ⊙ führt. Markantestes Bauwerk ist der Aqueduc de Montreuillon ⊙, ein 152 Meter langer Aquädukt mit 13 Bögen, der in 33 Meter Höhe das Yonne-Tal überquert. Zwei kleinere Aquädukte liegen bei Marigny ⊙ und Qussy ⊙; letzterer entstand in den 1950er Jahren bei einer Begradigung des Speisegrabens. In der Gegenwart ist der Rigole d'Yonne 25 Kilometer lang; heutiger Ausgangspunkt ist ein Ausgleichsbecken ⊙ unterhalb des Stausees Lac de Pannecière, der 1949 fertiggestellt wurde und dem Hochwasserschutz im Einzugsgebiet der Seine und der Energiegewinnung dient.
1878 wurde der Rigole d'Aron fertiggestellt, ein Speisegraben, der im Norden der Gemarkung von Crux-la-Ville vom Aron ⊙ abzweigte und in windungsreichem Lauf bis zum Grand Étang de Vaux ⊙ führte. Dieser knapp 25 Kilometer lange Speisegraben trug nur wenig zur Verbesserung der Wasserversorgung bei, so dass er ab 1910 nicht mehr genutzt wurde. 1948 wurden die oberen 18 Kilometer stillgelegt. In der Gewässerdatenbank SANDRE waren 2025 vier insgesamt 19 Kilometer lange Teilstücke verzeichnet.

## Geschichte
Die Idee eines Verbindungskanals zwischen Loire und Seine geht auf die Regierungszeit von Henri IV zurück. Die Wälder rund um Paris waren abgeholzt, sodass Brennholz von immer weiter her, u. a. aus den ausgedehnten Wäldern des Morvan-Gebietes, zugeführt werden musste. Es blieb jedoch vorerst bei Projektstudien. Ende des 18. Jahrhunderts wurde die Idee erneut aufgegriffen, denn unterdessen konnte der Brennholzbedarf der Hauptstadt kaum mehr richtig befriedigt werden. Der katastrophale Winter 1782/83, der in Paris einen gravierenden Brennholzmangel zur Folge hatte, erforderte dann definitiv eine Lösung des Beschaffungs- und Transportproblems. In diesem Zusammenhang sah man jetzt vor, nicht mehr nur die Wälder des Morvan (Seine-Seite der Wasserscheide) besser zu erschließen, sondern neu auch diejenigen des Bazois-Gebietes (Loire-Seite der Wasserscheide).
Erste Arbeiten am Kanal wurden 1784 unternommen. Es sollte eine schmale Rinne werden, von der Loire-Seite des aktuellen Kanal-Scheitelpunkts durch den Tunnel von La Collancelle bis zur Yonne hinunter. Aber schon 1786 stellte man anlässlich einer Inspektion fest, dass es zweckmäßig wäre, den nur für die Holzflößerei geplanten Kanal zu einem richtigen Schiffskanal auszubauen. Louis XVI. gewährte dem Département den nötigen Vorschuss. Der Ausbau erforderte unter anderem die Erweiterung der baulich anspruchsvollen Kanaltunnel bei La Collancelle. Sofort begannen phantastische Ideen zu sprießen, wie dank des Kanals der Handel ausgedehnt werden könnte, z. B. mit Produkten aus Südfrankreich oder Käse aus der Schweiz. Aber die Wirren nach der Revolution, sowie andere Probleme, hatten zunächst einmal die Einstellung der Arbeiten zwischen 1792 und 1807 zur Folge. 1812 wurde die Baustelle erneut verlassen, und erst 1822 wurde sie wieder in Betrieb genommen, aber nicht etwa um die ursprünglichen Pläne weiterzuverfolgen, sondern um etwas gegen die grassierende Arbeitslosigkeit zu tun. 1824 wurde beschlossen, den Kanal bis nach Auxerre weiterzuziehen. Unterdessen war die Kohle als ernstzunehmende Konkurrenz zum Holz aufgetaucht, was die Zukunft des Kanals in Frage stellte, bevor er zu Ende gebaut war.
Von den drei Scheiteltunnels wurde der Kanaltunnel bei La Collancelle (Länge 758 m) bergmännisch erstellt. Als erstes wurden entlang des Tunnelverlaufs 8 Schächte gegraben, von denen aus nach beiden Seiten der Tunnel ausgebrochen wurde; der Abraum wurde durch die Schächte wegbefördert. Beim Einsturz eines dieser Schächte kamen 70 Arbeiter ums Leben. Die beiden anderen Tunnel wurden im Tagebau gegraben; dann wurde das Gewölbe gemauert und der Geländeeinschnitt wieder aufgefüllt.
Am 22. April 1834 fuhr der erste Kahn von Coulanges-sur-Yonne los, jedoch nur auf einem Teilstück des Kanals. Nach und nach wurde nun aber Teilstück um Teilstück in Betrieb genommen. 1843 gilt als Jahr der Fertigstellung aller Arbeiten. Der Kanal diente nun tatsächlich in erster Linie der Holzflößerei, daneben aber in wachsendem Umfang auch dem Transport von Bausteinen, Kies, Kohle und Getreide.

### Exkurs: Die Brennholzflößerei vom Morvan nach Paris
Holz war über lange Zeit der wichtigste Brennstoff für das Zubereiten der Mahlzeiten sowie – als das Brot noch Hauptnahrungsmittel war – für die Bäckereien. Paris als rasch und stark wachsende Großstadt hatte einen riesigen Holzbedarf; dessen Deckung bot seit dem Mittelalter Anlass zu steter Sorge. Als die Wälder der Umgebung der Stadt nicht mehr ausreichten, musste das Brennholz von immer weiter hergeholt werden. Der Morvan mit seinen ausgedehnten Wäldern bot sich da trotz seiner erheblichen Entfernung von Paris insofern an, als das Holz relativ einfach über die Flüsse Yonne und Seine bis ins Zentrum von Paris geflößt werden konnte. Hinter dieser Flößerei stand eine ausgeklügelte und behördlich reglementierte Organisation. Die mit der Flößerei beschäftigten Leute, die von den übrigen Dorfbewohnern mit ziemlichem Misstrauen beobachtet wurden und die eine Gruppe für sich bildeten, lebten eine eigene Kultur.
Als erstes wurden die der Yonne zufließenden Bäche des Morvan im obersten Teil mit Dämmen gesperrt, hinter denen Weiher aufgestaut wurden. An 22 Orten entlang des Mittellaufs der Yonne, verteilt auf eine Strecke von 35 km, errichtete man eine Art Rechen quer über den Fluss. Der letzte, größte Rechen befand sich in Clamecy.
Die Holzflößerei funktionierte in ihren besten Zeiten wie folgt: Im Winter wurden in den ausgedehnten Wäldern des Morvan und des Bazois, nach dem Prinzip des Kahlschlags, ganze Wälder, vor allem Eichen und Buchen gefällt, in 1,14 m lange Stücke mit ca. 20 cm Durchmesser zersägt bzw. gespalten und diese auf Karren zu den zahlreichen Bächen gebracht. Hier wurden die Scheiter aufgestapelt und den Sommer über getrocknet. Nachdem die auswärtigen Holzhändler ihre Käufe getätigt hatten, wurde in jedes Scheit das Zeichen des Käufers geschlagen. Im darauffolgenden Herbst wurden die Scheiter in die Bachbetten geworfen. Nach einer Inspektion der Wasserläufe auf ihre Durchgängigkeit hin erfolgte ein erster Schub Flößerei. An einem festgelegten Datum, in der Regel im November, öffnete man schlagartig und koordiniert die Wehre der Teiche, und der Wasserschwall riss das Holz mit. Alle 50 bis 200 m waren Männer postiert, die den Durchgang des Holzes überwachten und Staus beseitigten. In der Yonne angekommen, wurden die Holzscheiter an den 22 Orten entlang des Flusses von den Rechen aufgefangen, herausgezogen und erneut am Ufer zum Trocknen aufgestapelt. Das war der „petit flot“. Etwa Mitte März des darauffolgenden Jahres fand der „grand flot“ statt. Das Holz – jährlich durchschnittlich 600.000 Ster – wurde wieder in die Yonne geworfen, und mit Hilfe des in den talaufwärts gelegenen Teichen gestauten und auf einen Schlag freigegebenen Wassers wurde es bis Clamecy geschwemmt. Hier wurde es vom großen Rechen aufgefangen, herausgezogen und nach den Besitzermarken sortiert gestapelt. Ein Teil des Holzes „verschwand“ unterwegs, indem Anwohner es für ihre eigenen Bedürfnisse herausfischten.
In Clamecy band man die Scheiter zu 72 bis 75 m langen und 5 m breiten, meterdicken Flößen zusammen, die etwa 200 Ster enthielten; die Herstellung der Flöße war hohe Handwerkskunst. Die Flöße trieben nun zu den großen Städten, vor allem nach Paris. In Auxerre wurden mehrere Flöße zu ganzen „Zügen“ vereinigt. Auf jedem Floß fuhren drei Männer mit, die es mittels langer Stangen in der Mitte des Flusses halten mussten; das Passieren der meistens engen Brückendurchlässe bot besondere Probleme und war sehr gefährlich. Von Auxerre bis Paris war ein Floß etwa zehn Tage unterwegs, jeweils von Sonnenauf- bis Sonnenuntergang; die Nacht über wurde es am Ufer vertäut. Oberhalb von Paris wurden die Flöße von anderen Flößern übernommen, die sie nach und nach, je nach Bedarf bzw. auf Abruf, bis zur Hauptstadt lenkten. Im Stadtzentrum angekommen wurden die Flöße wieder in die einzelnen Scheiter aufgelöst, die zum endgültigen Trocknen und für den Verkauf zu hohen, langen Beigen gestapelt wurden. Hierfür wurden zur Zeit des Eintreffens der Flöße Helfer in großer Zahl, auch Frauen und Kinder, eingesetzt, und die Arbeitstage dauerten dann manchmal bis zu 23 Stunden. Die Männer, die die Flöße begleitet hatten, kehrten innerhalb von drei bis vier Tagen zu Fuß nach Hause zurück (und brachten bei dieser Gelegenheit auch gleich die neuen Ideen aus Paris mit).
Die Brennholzflößerei vom Morvan nach Paris begann Mitte des 16. Jahrhunderts und hielt sich auf hohem Niveau während etwa 300 Jahren. Vom 19. Jahrhundert an, nach dem Bau des Kanals, übernahmen dann mehr und mehr die Schiffe den Holztransport. 1867 waren in Clamecy noch 110 Flöße gestartet, 1923 ging diese Ära mit dem letzten Floß zu Ende. Ebenfalls vom 19. Jahrhundert an begann die Kohle das Holz als Brennmaterial zu ersetzen. Das Museum in Clamecy enthält eine reiche Sammlung von Gegenständen und Photographien zum Thema.

## Der Kanal heute
Die gewerbliche Schifffahrt auf dem Kanal endete in den 1970er Jahren, da er teilweise nur für die kleinste gebräuchliche Binnenschiffsklasse I, die Freycinet-Péniche, ausgebaut ist. Auf dem Abschnitt zwischen Cercy-la-Tour und Sardy-lès-Épiry sind die Schleusenkammern statt der erforderlichen 39 Meter nur 30,50 Meter lang. Der Kanal wird seit den 1970er Jahren zunehmend touristisch von Sport- und Hausbooten befahren. Den nördlichen Teil befahren etwa 4000 Boote pro Jahr; damit liegt der Canal du Nivernais hinter dem Canal du Midi auf dem zweiten Rang der französischen Binnengewässer. Zeit- und stellenweise werden die Schleusen im Hochsommer pro Tag von bis zu 40 Booten passiert. Fast alle Schleusen werden noch manuell bedient, und zwar zu einem großen Teil durch die Schiffsbesatzungen selber oder mit ihrer Hilfe, damit es schneller geht.
Im Allgemeinen gilt der Canal du Nivernais als einer der landschaftlich schönsten Kanäle Frankreichs. Man kann ihm auf der gesamten Länge mit dem Fahrrad oder zu Fuß folgen, auf einem meistens guten, auf weiten Strecken asphaltierten und kinderfreundlichen, weil motorfahrzeugfreien Treidelpfad. In den attraktiven Dörfern und Städtchen entlang des Kanals oder einige Kilometer abseits davon stehen vielfältige Übernachtungs-, Verpflegungs- und Einkaufsmöglichkeiten zur Verfügung, und Sehenswürdigkeiten aller Art laden zur Besichtigung ein.